# Pensieri sulla vera valutazione delle forze vive
Pensieri sulla vera valutazione delle forze vive (in tedesco: Gedanken von der wahren Schätzung der lebendigen Kräfte) è il primo trattato filosofico, pubblicato nel 1749, che Immanuel Kant abbia mai scritto.
Il trattato, scritto tra il 1744 e il 1746 ma pubblicato soltanto tre anni dopo (il filosofo tedesco non aveva difatti il denaro sufficiente per una pubblicazione immediata), è diviso in tre capitoli preceduti da una prefazione. Il primo capitolo introduce il tema dello scritto, cioè il dibattito tra le tesi della filosofia cartesiana e quella leibniziana sulla vis viva (termine usato tra il XVII e il XVIII secolo per indicare l'energia cinetica); il secondo capitolo illustra le due tesi differenti. Nell'ultimo capitolo, invece, Kant offre il suo punto di vista sulla questione, cercando di conciliare le tesi dei due filosofi.

## Contenuto
Nella prefazione, Kant afferma che scopo dell'opera è risolvere il dibattito concernente la vis viva tra la scuola cartesiana e quella leibniziana. La vis viva era un termine usato all'epoca per riferirsi all'energia cinetica in una delle prime formulazioni del principio di conservazione dell'energia.
I cartesiani, come ad esempio il contemporaneo Christian Wolff, sostenevano che la vis viva fosse vis motrix ('forza in movimento'). Essi infatti, piuttosto che partire da un assunto metafisico, concepivano la vis viva come una proprietà meccanica dei corpi direttamente legata al loro movimento e alle loro dimensioni. Secondo i cartesiani, la forza della vis viva è proporzionale alla velocità e alla massa di un oggetto e può essere misurata con precisione considerando la quantità di moto come una vera e propria misura.
I seguaci di Leibniz affermavano per contro che la vis viva fosse da concepire come vis activa, cercando di dimostrare, tramite alcuni ragionamenti metafisici, che la forza fosse una proprietà intrinseca dei corpi, legata principalmente alla loro capacità di compiere lavoro.
Secondo Immanuel Kant, i cartesiani erravano nel ridurre la forza a un processo puramente meccanico, dal momento che non consideravano la natura essenziale e intrinseca degli enti. D'altro canto, la scuola leibniziana proponeva un approccio riguardo all'origine della vis viva troppo semplicistico, basandosi soltanto su ragionamenti metafisici e rigettando completamente la componente empirista. Kant cercò di raggiungere una sintesi tra le due teorie filosofiche, adottando un approccio che coniugasse il meccanicismo cartesiano alla teoria metafisica leibniziana. La vis viva può essere intesa secondo Kant sia come proprietà quantitativa, quindi osservabile, come affermava Cartesio, attraverso il calcolo della quantità di moto, sia qualitativa, che può essere scrutata all'interno della vera essenza delle cose.